# Flute
Een flute is een langgerekte smalle landrug die ontstaan is door het bewegen van een gletsjer (landijs) langs een kei. De Engelse benaming verwijst naar de vorm die wat weg heeft van een fluit (flute). Het proces waarbij flutes worden gevormd wordt fluting genoemd. Vaak vormen zich meerdere flutes parallel aan elkaar.
De flute bevindt zich parallel aan de stroomrichting en kan in lengte variëren van enkele honderden meters tot tientallen kilometers (megaflute). De hoogte kan variëren van enkele centimeters tot meer dan 25 meter, maar bedraagt doorgaans enkele meters. Flutes komen onder andere voor in Alaska, Canada en IJsland. De Hondsrug in Nederland wordt tegenwoordig ook gezien als een megaflute.
Bij het voortbewegen van de gletsjers langs de aardbodem nemen ze ondertussen stukken gesteente op in het landijs. Dit gesteente wordt soms naar beneden gedrukt en begint dan over de aardbodem te schrapen. Uiteindelijk komen grote stukken gesteente soms vast te zitten in de bodem, waardoor de gletsjer gedwongen wordt om eromheen te stromen. Het resultaat hiervan is dat er een holte ontstaat achter het gesteente, die vervolgens wordt opgevuld met sedimenten zoals met water verzadigde till en spoelzand en soms ook klei en silt. Niet zelden is een flute het gevolg van een enkel stuk gesteente. Soortgelijke holten kunnen ook ontstaan bij het zich verplaatsen van de gletsjer over een ontsluiting van het moedergesteente of oneffenheden in de bodem. Hierdoor kunnen soms ook flutes ontstaan.